# Адамсонс, Янис

Янис Адамсонс в 2018 году.

Я́нис Янович А́дамсонс (лат. Jānis Ādamsons; род. 3 ноября 1956, пос. Турки, Прейльский район, Латвийская ССР) — латвийский политик, депутат 6-го, 7-го и 10-го Сеймов Латвии, министр внутренних дел Латвии (ноябрь 1994—1995). Состоял в КПСС, партии «Латвийский путь», затем был заместителем председателя Латвийской социал-демократической рабочей партии (ЛСДРП), позднее перешёл в Центр согласия. Воинское звание — капитан второго ранга.

## Биография
Родился 3 ноября 1956 года в посёлке Турки Прейльского района, Латвийская ССР. Окончил школу в Бауске, куда переехала семья. Мечтал стать военным летчиком, а его школьный друг моряком. Однако документы перепутали, и Янис попал в Киевское высшее военно-морское политическое училище. Однако специальность политработника его не привлекла, и на втором курсе он подал рапорт о переводе в военно-инженерное училище или в матросы. Руководство училища вызвало из Латвии мать Яниса, оплатив ей дорогу, и в её присутствии убедило его отозвать рапорт.
По окончании училища в 1979 году ему предлагали распределение на Балтийский флот, но он сам попросился на Дальний Восток.
В 1979—1981 годах он служил в Невельске — заместитель по политической работе командира ПСКР Тихоокеанского пограничного округа. Уже в 1980 году он заслужил от нарушителей пограничного режима прозвище «Красный Террорист», когда задержал на большом транспорте агента японской разведки, проведя обыск в его каюте. Затем в порту Де Кастри, получив приказ проверить все стоящие на рейде корабли, он арестовал за разные нарушения все осмотренные 63 судна, причем сделал это квалифицированно, так как международные конвенции мореплавания знал наизусть.
1981—1984 — помощник начальника политического отдела по комсомольской работе (Сахалинская область). Отличался личной храбростью и умением выследить врага. С 1981 года фамилия Адамсона как образцового и отважного офицера регулярно значилась в отчётах погранвойск. Уже в 1981 году он принимал участие в раскрытии предательства офицеров разведки, когда восемь старших офицеров получили сроки от восьми до пятнадцати лет лишения свободы по статье «Измена родине», а пять генералов разведки стали рядовыми.
1984—1985 — заместитель по политической работе командира ПСКР «496». Помогал задержать корабль, следовавший с грузом контрабандного золота из Магадана. В этой преступной операции были замешаны высшие должностные лица Дальнего Востока.
1985—1986 — заместитель по политической работе командира ПСКР «Амур», после этого уходит с политработы на строевую должность.
1986—1987 — старший помощник командира корабля ПСКР (Малокурильское, Сахалинская область).
1987—1990 — командир ПСКР, капитан 3-го ранга. По утверждению самого Адамсона, он получает прозвище «Капитан Акула», поскольку акула животное, которое не стоит на месте и постоянно движется. По результатам службы (задержания, штрафы, проверки) среди 600 кораблей корабль под командованием Адамсона находился в первой десятке или даже входил в первую тройку или занимал первое место.
1990—1991 — заместитель начальника штаба части по разведывательной работе (Сахалинская область).
1991—1992 — заместитель командира 2-го учебного центра морских частей пограничных войск (Находка, Тихоокеанский пограничный округ).
19 августа 1991 года, во время путча, написал рапорт об увольнении из Погранвойск СССР, так как не хотел «служить беззаконно». В 1992 году вернулся в Латвию. С июня 1992 года — старший офицер Управления Военно-морских сил Латвии, с 1993 года — заместитель командующего Военно-морских сил Латвии.
В 1994 году — командующий Государственной пограничной службы Латвии.
1994—1995 гг. — министр внутренних дел Латвии. Во время его пребывания в должности была проведена операция по задержанию руководителей крупной группировки организованной преступности под руководством Ивана Харитонова, который вместе с другими подозреваемыми был осужден за вымогательство 29 мая 1998 года. Считается, что эти действия министра Адамсона положили конец разгулу преступности 1990-х в Латвии.
Депутат 6-го и 7-го Сеймов Латвии.
В июне 2009 года избран депутатом Рижской думы.
В октябре 2010 г. избран депутатом 10 Сейма.
Летом 2021 года арестован СГБ по подозрению в шпионаже в пользу России и заключен под стражу. 5 января 2022 года, после внесения залога в размере 30 000 евро, Адамсонс был освобожден из тюрьмы.
Слушание назначено на 16 мая 2022 года. 9 ноября 2023 года его приговорили к 8,5 годам лишения свободы за шпионаж в пользу России, мошенничество, а также за незаконное хранение боевого оружия.

## Политическая карьера
В 1995 году в Латвии был принят закон о выборах в законодательные органы, запрещающий бывшим сотрудникам КГБ баллотироваться на выборах. Поэтому Адамсонсу, бывшему в это время министром внутренних дел Латвии в 1994—1995 годах, не позволили баллотироваться на выборах.
Адамсонс оспорил запрет баллотироваться в ЕСПЧ, который в июне 2007 года принял решение 3669/03 в пользу Адамсонса шестью голосами против одного.
Суд отметил, что Закон о парламентских выборах направлен против бывших «офицеров» КГБ. Принимая во внимание широкие функции КГБ, Суд посчитал, что это понятие было слишком широким и что ограничение избирательных прав сотрудника КГБ должно осуществляться в индивидуальном порядке с учетом их фактического поведения. Суд отметил, что заявителя никогда не обвиняли в причастности к ошибкам советского режима, таким как подавление оппозиции. Таким образом, Суд установил нарушение статьи 3 Первого протокола ЕКПЧ шестью голосами против одного. Судьи Гарлицки, Зупанчич и Гюлумян пришли к единому мнению. Судья Фура-Сандстрём выразил особое мнение.
В сентябре 2008 года правительство Латвии решило оспорить решение в Большой палате ЕСПЧ, но суд его жалобу отклонил.
Как депутат, Адамсонс получил известность расследованием громких скандалов в отношении высших должностных лиц Латвии. Так, был вынужден уйти в отставку премьер-министр А. Шкеле после того, как Адамсонс обвинил в педофилии самого Шкеле, а также министра юстиции Валдиса Биркавса и руководителя службы госдоходов Андрея Сончика. Обвинение, однако, не было доказано, а в 2006 г. Адамсонс был приговорён к уплате штрафа в 11 700 латов (около 15 000 евро).
В 2009 году избран в Рижскую думу, в 2010 году — в Сейм.
В 2021 году покинул партию «Согласие». В 2022 году, партия «Согласие» не преодолела 5-процентный барьер на выборах, поэтому его депутатский мандат закончился.

## Награды
Боевые — орден Красной звезды и медаль «За боевые заслуги».